# Castillo de Verges
El castillo de Verges es un castillo que se encuentra emplazado en el casco antiguo del municipio de Verges, en la comarca catalana del Bajo Ampurdán (provincia de Gerona, España), constituyendo el origen del núcleo urbano de Verges, construido a su alrededor tras la erección del castillo.

## Historia
El castillo de Verges aparece citado en un documento fechado entre 1115 y 1164, documento en el que el conde de Rosellón recibía del conde de Ampurias un capbreu o catastro, en el que se detallaban sus propiedades.
El castillo fue motivo de numerosas disputas entre el obispado de Gerona y el condado de Ampurias, hasta el punto de que el conde Hugo IV lo empeñó, siendo posteriormente excomulgado por la Iglesia.
Junto con la población de Verges, el castillo siguió perteneciendo al condado de Ampurias hasta el año 1295, momento en que fue objeto de una donación a Bernat Amat de Cardona y de Ampurias, para serle nuevamente confiscado en el año 1302.
En el siglo XIV, durante las luchas entre el conde Juan I de Ampurias y el rey de Aragón Pedro IV el Ceremonioso, el control del castillo fue entregado a un grupo de mercenarios originarios de Gascuña y de Armañac, a cuyo frente se encontraba un tal Bita, el cual prestó juramento, en la iglesia de Verges, de que respetaría todo aquello que debía ser respetado.
En septiembre de 1385, la localidad de Verges, junto con su castillo, fue tomada por un ejército real, que actuaba en nombre de Pedro el Ceremonioso, y que se hallaba bajo el mando de Bernat de Fortià. Pedro IV de Aragón anexionó el condado de Ampurias a las posesiones de la Corona de Aragón, aunque en 1387 lo devolvió al conde Juan.
En 1399, el conde Pedro III contrajo matrimonio con Juana de Rocabertí. A la muerte del conde Pedro en el año 1401, la ciudad y su castillo pasaron a manos de los vizcondes de Rocabertí. No obstante, el rey Martín el Humano, tío de Pere III, no aceptó este hecho, apelando a las disposiciones de 1325 y 1341 que estipulaban que, en caso de extinción de la línea sucesoria directa, el condado revertiría a la Corona, en tanto que tronco común de ambas ramas dinásticas. De este modo, el rey Martín unió el condado, y el castillo con él, a los dominios reales el año 1402. La localidad se convirtió así en el centro de la baronía de Verges. Finalmente, en el 1587, la ciudad pasó definitivamente a manos de la Corona, convirtiéndose en el centro de un municipio real.
El 27 de mayo de 1694 el castillo formó parte del escenario en el que se produjo la batalla de Verges (o batalla del Ter), en el marco de una invasión francesa, cuando un ejército francés al mando del duque de Noailles derrotó en el lugar a las confiadas tropas españolas al mando del duque de Escalona.

## Arquitectura
Los únicos restos existentes hoy en día del castillo pueden contemplarse en la pared del Ayuntamiento de la localidad, y paralelamente en la pared de la iglesia. Sin embargo, algunas torres y algunos restos de muros indican el trazado de las murallas medievales de la localidad.
La ubicación exacta del castillo era el lugar que hoy en día ocupan las escuelas y el edificio del Ayuntamiento, así como la plaza que se extiende ante ambos.